# General Manuel Belgrano
General Manuel Belgrano es una localidad del Departamento Patiño, al Noreste de la provincia de Formosa, Argentina a 175 km de su capital.
En la parte sur se comunica a través de la Ruta Provincial N.º 23 que empalma con la Ruta Nacional 81 uniéndonos a la localidad de Palo Santo, la Ruta Provincial N.º 23 continúa en la parte norte hasta el Río Pilcomayo, que une a través del Puente Internacional "Juan D. Perón" a las localidades de Gral. M. Belgrano y Gral. Bruguez en la República del Paraguay; de Este a Oeste General M. Belgrano, es atravesada por la Ruta Nacional 86, que une hacia el Este a la ciudad de Clorinda y Ruta Nacional 11 y por medio de esta ruta a otras ciudades y Provincias (en su intermedio nos une también a las localidades de: Misión Tacaaglé, El Espinillo, Buena vista, Laguna Blanca, Laguna Naineck), hacia el Oeste nos une con la localidad de General Martín Miguel de Güemes y la Ruta Nacional 95. Está conformada por la zona urbana y por una zona rural, la circundan en total ocho colonias: Colonia Tajherey, Puesto Ramona (del puente para el Oeste) San Isidro, El Recreo, Loma San Pablo, 20 de Junio, Maestro F. Báez, Coronel Larrabure (ex El Cogoik).

## Población
Cuenta con 4,676 habitantes (Indec, 2010), lo que representa un incremento del 6,7% frente a los 4,381 habitantes (Indec, 2001) del censo anterior.
| Gráfica de evolución demográfica de General Manuel Belgrano entre 1991 y 2010 |
|                                                                               |
| Fuente de los Censos Nacionales del INDEC                                     |

## Historia
Primeros Pobladores
Comenzamos contando la historia de nuestro pueblo a partir del año 1926, para ello apelamos a la memoria de algunos antiguos pobladores, los testimonios con que contamos no son muchos a pesar de que hay muchas personas que han vivido largo tiempo en nuestra localidad, hemos recopilado información tratando de ser veraces y concisos a fin de permitir que en un corto plazo el alumnado tenga la información exacta, el proyecto de este gobierno es, con el paso del tiempo, recopilar más informaciones y alguna vez tener el tan ansiado libro de la "Historia del Pueblo de General Manuel Belgrano".
Según cuentan algunos vecinos, en el año 1926 se viene a vivir a estos lugares el Sr. Luis Martínez, (padre de Eladio Ernesto Martínez,Rufino Martínez, Gumersindo Martínez y otros hermanos que hoy viven en nuestra localidad).
'1935-1938 Cattaneo ocupa estas tierras' Años más tarde se forma una sociedad para la explotación ganadera, formada por el Sr. Luis Cattaneo (Paraguayo) Luis Cappello y Carlos Montanaro (ambos Italianos) estos eran dueños de 40.000 a 50.000 cabezas de ganado, por los cuales no se pagaban impuestos, crean entonces los puestos ganaderos (que son casas con algunas instalaciones de corrales para que vivan los encargados del cuidado de los animales (llamados puesteros), los puestos que se formaron fueron: Tajherey, Chirochilae, Guirá Gañí, y Julio Cué.
AÑO 1946 Cattaneo Abandona Estas Tierras
Cuando el General Juan Domingo Perón, asume la presidencia de la República, decretó que aquellos que ocupaban tierras fiscales debían pagar los impuestos, la sociedad formada por Cattaneo, Cappello y Montanaro no querían pagarlos, disuelven la sociedad y el Sr. Cattaneo se ve obligado a regresar a su país llevando consigo parte de su ganado, más tarde se designa a este lugar como Cattaneo Cué -que en lengua guaraní significa Cattaneo viejo o era de Cattaneo-. El Sr. Luis Martínez en diálogo con la policía manifiesta que no recuerda en que año el entonces Teniente Coronel del Regimiento 29 de infantería de Monte (Formosa) D. Jorge Ricardo Calderón es nombrado interventor del Establecimiento ganadero. No existen testimonios del destino de Montanaro y Cappello, presumimos que Montanaro quedó afincado, ya que según el Informe policial, el primer destacamento policial funcionaba en el campo de una persona de apellido Montanaro, otros de los indicios de sus pasos, sería lo que hoy llamamos laguna Montanaro.
1946 - 1960 Llegada de inmigrantes Debido a la ubicación geográfica y fertilidad de sus tierras, fueron llegando agricultores y ganaderos de distintas localidades de nuestra Provincia y de Provincias vecinas (Santa Fe, Chaco, etc.) y de otras nacionalidades como alemanes, franceses y paraguayos, en busca de otras alternativas de trabajo y desarrollo económico.
Durante el transcurso de estos años (1945-1960) no hay mayores datos y se cree que se fue incrementando el flujo migratorio hacia estas tierras, asentándose los primeros agricultores. Sabemos que El Sr. César Farco (ya fallecido) se afincó en la zona en la década del sesenta, D. Ramón Honorio Lemos y la familia Steimbrecher entre otros desde hace muchos años están radicados en estos lugares, indudablemente nos falta citar a muchos agricultores y ganaderos que contribuyeron con su esfuerzo a fomentar el crecimiento de la localidad.
'1961 Orígenes de la Escuela N º 35
En el año 1961 comienza a funcionar la escuela N.º 35 (Hoy 235) creada por Decreto Provincial N.º 1080/61 de fecha 13/06/61, en la antigua colonia Tajherey, para esta fecha ya había una población formada que justificaba la creación de una escuela. La dirección de esta fue ejercida en su principio por la docente Esmirna Pérez y contaba esta escuela con 50 alumnos, funcionaba en un local cedido gentilmente por el Sr. José Domingo Martínez, cuya construcción era de materiales de la zona.
En el año dos mil seis comenzó la refacción total de la misma, la cual fue inaugurada el día martes 3 de abril del año 2007, con la presencia del señor Gobernador Dr. Gildo Insfrán.
Desmotadora En este mismo año -1962- en el mes de marzo, recorriendo la zona, el Sr. Rogelio Vicente Pretzel, quien ocupaba el cargo de jefe Industrial de la Junta nacional del Algodón, (que más tarde sería Junta Nacional de granos), consigue interesar a las Autoridades pertinentes de la necesidad de instalar una desmotadora en la zona, debido a la enorme distancia que los agricultores debían recorrer para llevar a comercializar sus productos ( 190 km. hasta Ibarreta y 90 km. hasta Laguna Blanca). Uno de los trabajadores que vinieron para construir la posible desmotadora fue D. Juan Alabert Torrandel (Español), a la fecha sus descendientes poseen una estación de servicios denominada Alabert Combustibles, desarrollan también otras actividades comerciales y ganaderas.
Debido a cambios de gobiernos la obra se ve mucho tiempo retrasada. Recién en el año 1968 se reciben las primeras planchadas de algodón, faltaban las instalaciones de las máquinas, razón por la cual se debía trasladar el algodón en bruto hasta la Desmotadora de Laguna blanca, para su desmote. En el año 1970 el gobierno Nacional transfiere sin cargos a la provincia todos los bienes, instalaciones, maquinarias, vehículos etc.
Policía Provincial La obra de la construcción de la Comisaría de General M. Belgrano, estuvo dirigida por el Sr. Pascual Báez, (ya fallecido) y fue inaugurada y puesta en funcionamiento en el Año 1963, este dato es aproximado ya que los archivos pertinentes fueron destruidos por incineración (según un informe policial), al momento de la inauguración la dependencia ostentaba la categoría de destacamento policial estando a cargo de la misma el entonces oficial ayudante Bernardino González. Cabe mencionar la presencia con anterioridad del único personal policial que cumplía funciones en esta amplia zona el Cabo Juan Po, conocido por la gente como Cabo Po, según el informe de la Policía este hombre vivía en la casa de un hacendado llamado Montanaro ahí funcionaba un destacamento a cargo del mismo y estaba acompañado por un personal de Gendarmería Nacional de apellido Toledo , quienes tenían la misión de recorrer los campos ganaderos cuidando del orden y evitando en la medida de lo posible el robo de ganado.
Origen de la fecha de fundación de la localidad Debido al traslado de la escuela al pueblo, se toma como fecha de fundación de la localidad el 20 de junio de 1963, tomando como referencia que las escuelas primarias son en la mayoría de los casos, factores aglutinantes de asentamientos poblacionales e indiscutidos hitos de fundación de pueblos.
Ruta Nacional N.º 86 En este mismo año desde la localidad de General Martín Miguel de Güemes, se comienza a construir la Ruta Nacional N.º 86, que llegaría hasta lo que hoy es Portón Negro, las tareas de la construcción estaban a cargo de la Gendarmería Nacional, (según relato del Sr. Miguel Barreto quien formaba parte del equipo de camineros de la Gendarmería nacional), la construcción de la ruta llega a nuestra localidad un año más tarde en 1964.
1964 Llegada de agricultores extranjeros Indudablemente el asentamiento poblacional de nuestra zona tuvo y tiene como base económica la ganadería y la agricultura; en el año 1964, mediante un convenio internacional bajo el gobierno del Dr. Montoya, arriban a esta zona un grupo de inmigrantes franceses comúnmente denominados "los argelinos", en total eran diez familias de las cuales siete se afincaron en General M. Belgrano y tres en Misión Tacaaglé, en la actualidad (2005) solo se encuentra en esta localidad un hijo de estas familias, los demás volvieron a emigrar vendiendo sus lugares de explotación, (según nos informa uno de ellos, todos están en Argentina) hoy el único que queda tiene otra propiedad o sea oportunamente vendió la suya y luego tal vez por haberse, como se dice aquerenciado entre nosotros, volvió nuevamente, este Sr. Se llama Pier Dourin, hijo de Claudio Dourin quien fue el primer panadero de nuestra localidad, el lugar de su establecimiento comercial está ubicado frente a la policía, hacia el oeste, actualmente las mejoras corresponden a los herederos del Sr. Luis B. Romero.
1965 Primera Comisión Vecinal
En el año 1965, se forma la primera Comisión Vecinal, siendo su primer Presidente el Sr. José Domingo Martínez, más adelante le sucede en el cargo el Sr. Alejandro Mateo Majda.
Delegación del registro general de las personas
En este mismo año (1965) se crea la Delegación del Registro General de las Personas (Registro Civil), que empezó a funcionar el día 6 de junio del mismo año dentro del predio de la escuela N.º 235, en el patio que da a la avenida, pegado al local que en ese entonces funcionaba como sala de primeros auxilios, el edificio estaba construido con material de la zona (palmas) con embarrado y techo de tejas de palmas, siendo su primer delegado el Sr. Antonio López Cano (fallecido). Con anterioridad a esta fecha, al no tener una delegación en la localidad, las inscripciones de nacimientos, fallecimientos, matrimonios y otros servicios inherentes a esta Delegación se llevaban a cabo en la localidad de Misión Tacaaglé.
Antes de tener su edificio propio, la delegación funcionó en distintos lugares, a saber; patio de la escuela N.º 235, predio de la Municipalidad donde hoy funciona la oficina de Bosques, edificio de la Biblioteca Municipal y en la actualidad cuenta con edificio propio ubicado en Fortín Lugones y Gral. Victorica.
1965 - 1968 Sala de primeros auxilios
La Comisión Vecinal presidida por el Sr. José Domingo Martínez, gestiona la creación de una sala de primeros Auxilios. Esta comenzó a funcionar en el costado de la escuela N.º 235, era un rancho de palmas con embarrado y techo de palmas, al lado del local donde funcionaba la primera Delegación del Registro civil, la primera enfermera fue Da. Deolinda Granada (madre del Sr. Gerardo Orlando Granada -mecánico de nuestra localidad) en esta sala venía a prestar sus servicios el Dr. Roberto Mariano Loncharich Cabral, venía desde la localidad de Misión Tacaaglé, era de nacionalidad Paraguaya, y venía una vez por semana.
Al no existir la infraestructura necesaria para la atención más compleja de los pacientes, los mismos eran trasladados a la localidad de Misión Tacaaglé, como no había ambulancia, la camioneta a cargo de la Junta Nacional del Algodón, hacia las veces de la misma, si la situación del paciente requería una mayor atención eran derivados desde Tacaaglé al Espinillo y de allí a otros centros.
1970 Se crea la Comisión de Fomento La población fue en aumento y también las instituciones, es así que en este año 1970, se forma ya la primera Comisión de Fomento; para ser exactos el 26 de octubre de 1970, siendo su Presidente el Sr. Mario Eduardo Reniero.
Cooperativa de Agua Potable y Otros Servicios Públicos Cattaneo Cue Ltda. Por iniciativa de algunos vecinos caracterizados y comerciantes, en el año 1970 se reúnen para formar una Cooperativa para poder tener agua potable y otros servicios,(según testimonio formaban la primera comisión el Sr. Ramón Fernández, Alejandro M. Majda, Sr. Luis Quiñones, Sr. Leoncio Aguiar, Sr. César Farco y otros que no recuerda) obtienen la personaría jurídica el 8 de noviembre de 1970; transcurre mucho tiempo para que esto sea una realidad, es así que en el año 1977 comienza a funcionar la planta de Agua Potable asistiendo a 200 familias. El primer presidente de esta Cooperativa cuando comenzó a prestar servicios fue el Sr. Ramón Fernández, le sucede en el cargo el Sr. Antonio López Cano y en la actualidad es nuevamente presidente el Sr. Ramón Fernández, al presente la planta potabilizadora, asiste a más de 900 usuarios. Uno de los beneficios que brinda la cooperativa a sus asociados es el subsidio del descuento del 50% del pago del servicio mensual a pensionados provinciales y el beneficio se extiende a los ancianos que no tienen ingreso, donde la cooperativa los exime del pago del servici
Creación de la Delegación del Banco de la Provincia de Formosa Las fuerzas vivas de esta localidad progresista solicitan la creación de una Delegación del Banco de la Provincia de Formosa, argumentando la necesidad de crearla por los inconvenientes que ocasionaba a los numerosos clientes que debían trasladarse hasta la sucursal de Laguna Blanca o Comandante Fontana para realizar sus trámites. En el año 1975, se crea la Delegación del Banco de la Provincia de Formosa. El primer Delegado fue don: José Federico Blazek, esta delegación funcionaba en un edificio que da sobre la calle Misiones; en el año 1987 ya era una sucursal; el 22/08/87 se estrena el flamante edificio que hoy ocupa, cabe destacar que dentro de las Autoridades del Directorio del Banco, en esa fecha, se encontraba el Sr. Hugo Adolfo Romero, ganadero de esta zona. En la actualidad no se denomina Banco de la Provincia de Formosa, está privatizado, no pertenece en su totalidad a la Provincia, es una Sociedad con capitales mixtos, su nueva denominación es "Banco de Formosa S.A", ejerce a la fecha la gerencia de esta Sucursal el Sr. Américo Coronel.
1977 Escuela secundaria
La creación de una escuela secundaria era, más que imprescindible, los alumnos que egresaban de la escuela primaria no podían por razones de distancia y económicas ir a estudiar a otras localidades vecinas, por ello se crea entonces, la Escuela de Nivel medio N.º 17 por Resolución N.º 142/77, ese año comienza a funcionar en horario nocturno en la escuela N.º 235, con dos divisiones y 70 alumnos bajo la dirección del Profesor: Luis Argañaraz Capdevila.
En el año 1980 se decide la modalidad de esta escuela que es "Bachiller con orientación docente".
Esta escuela lleva el nombre de "José Manuel Estrada", en homenaje a un gran profesor de Nivel Medio, pionero de la Educación Media , fue profesor de la Escuela Normal Popular y catedrático en la Facultad de Derecho de Bs. As., Ministro Plenipotenciario en la República del Paraguay, Orador y Publicista. En la actualidad esta escuela tiene su edificio propio, funciona en tres turnos, tarde, mañana y noche, su dirección es ejercida por la Profesora: Mabel Zavala.
Más adelante y por iniciativa de la Comunidad y para desarrollar las tareas educativas en mejores condiciones, se realizan las gestiones pertinentes para la construcción del edificio propio, el resultado es prácticamente inmediato y en el año 1982 se termina de construir el edificio. Al año siguiente (1983) se inicia el periodo lectivo en el flamante edificio, con diez divisiones de curso.
EL 1 DE OCTUBRE DE 1988 POR Resolución N.º 185/84 a funcionar dos escuelas primarias más en nuestra localidad, la N º 405 y N.º 406. La escuela N.º 405, comienza a funcionar bajo la dirección del docente Sr. Roberto Pío Landriel, en la actualidad ejerce la dirección la Sra. Ángela Noemí Alegre, a cargo de la misma por licencia de la titular.
La escuela N.º 406, comienza a funcionar bajo la dirección del docente Sr. Oscar René Lezcano, en la actualidad la directora de este establecimiento es la Docente Sra. Carmen Ramona Bordón.
1987 Distrito de Vialidad Provincial En el año 1987 se crea en nuestra localidad el Distrito de Vialidad Provincial Noroeste, por medio de la Resolución Nro. 3176/87 de fecha 9 de octubre del mismo año. La función de este distrito es la conservación y mantenimiento de las rutas provinciales primarias y secundarias, además de colaborar con la Municipalidad en el mantenimiento de las calles.
Instituto Superior de Formación Docente
En este mismo año se crea por resolución N.º 120/87 el Instituto Superior de Formación Docente, con un plan de estudio basado en la ley N.º 514 y el decreto N.º 1978/86 que ha dado a la comunidad y a otros lugares de la Provincia un grupo muy importante de docente; bajo la dirección de la Sra., María del Carmen Chaparro y actualmente ocupa la dirección el Profesor José, Florentín Conforme a las exigencias de los tiempos y a fin de preparar a hombres y mujeres que residen en estos lugares, para la explotación agropecuaria, se crea en este instituto en el año 2002, la Técnicatura Superior en Micro-emprendimientos, con tres modalidades: apicultura, producción de leche y sus derivados.
Dictado del instrumento legal que fija la fundación de General M. Belgrano
Bajo la Intendencia del Sr. Juan Ignacio Calderón, se proyecta la ordenanza que había de fijar una fecha cierta para la fundación de nuestra localidad, es así que mediante Ordenanza N.º 254/88, se establece como fecha de fundación de la Localidad de General Manuel Belgrano, el día 20 de junio de 1963, firma la misma el entonces vicepresidente del Honorable Concejo Deliberante Sr. Pedro Antonio León a cargo de la Presidencia. Recordemos que el Sr. Antonio León fue el primer director de la escuela N.º 235
Escudo identificatorio de la municipalidad En este mismo contexto y a fin de contar con un escudo que nos identifique dentro de la provincia, se llama a concurso escolar a fin de presentar un diseño para el mismo, manteniendo siempre como única condición la forma del escudo provincial, es así que luego de seleccionar los trabajos, resulta ganador el presentado por la niña Ramona Alegre alumna del 7º grado siendo su maestro el docente Mario Velárdez, representando a la escuela N.º 405, quien se identifica bajo el seudónimo de "LA CALANDRIA".
El día 4 de agosto del mismo año, mediante Ordenanza N.º 266/88 se adopta como escudo municipal el diseño premiado con algunas modificaciones y con las siguientes características: en su margen superior hay un sol naciente, como presagio de que cada amanecer es un nuevo día donde tenemos la oportunidad de construir un mañana mejor. El escudo se divide en dos partes, su parte superior, es de color celeste con ocho estrellas (que representan a las Colonias con sus respectivas escuelas satélites dependientes de la jurisdicción de Gral. Belgrano), estas circundan un libro abierto que representa el saber y la alfabetización que pueden brindar las escuelas, en su página izquierda tiene el dibujo de un puente, signo de la unión fraterna entre los pueblos latinoamericanos; en la página derecha el dibujo del arado de mancera recuerda a los primeros agricultores que lejos de la tecnología y detrás de una yunta de bueyes, un par de mulas o caballos uncidos al arado caminaban horas interminables, regando con el sudor de su frente la semilla plantada. En la parte inferior del escudo nos encontramos con la figura predominante de una mano tendida; que significa la cordial bienvenida a hombres y mujeres que vienen a esta tierra con el deseo de engrandecerla, en la palma abierta de la misma está representada la Desmotadora, y la producción primaria de la zona. Desde el margen inferior surgen dos palmeras características de la zona y de muy fuerte comercialización en años anteriores. En el margen superior izquierdo como no podía ser de otra manera surge el dibujo del riacho Porteño que atraviesa nuestra localidad y en tiempos de sequía abastece el vital elemento a los lugareños.

## Toponimia
Su nombre homenajea al héroe nacional, el General Dr. Manuel Belgrano, creador de la bandera de Argentina.

## Parroquias de la Iglesia católica en General Manuel Belgrano
| Diócesis  | Formosa             |
| --------- | ------------------- |
| Parroquia | San Isidro Labrador |